# Solidago odora
Solidago odora là một loài thực vật có hoa trong họ Cúc. Loài này được Ait. miêu tả khoa học đầu tiên năm 1789.